# Gerhart Pohl
Ne doit pas être confondu avec Gerhard Pohl.
Gerhart Pohl (né le 9 juillet 1902 à Trachenberg, mort le 15 août 1966 à Berlin-Ouest) est un écrivain allemand.

## Biographie
Pohl est au cours de la République de Weimar un temps éditeur de Die neue Bücherschau. De 1926 à 1932, il est animateur de l'une des premières émissions de radio en Allemagne. Sur des radios régionales comme Funk-Stunde Berlin, ORAG à Königsberg ou la Deutsche Welle, il participe à 79 émissions sur l'art et la littérature et présente ses propres œuvres.
Lorsque les nazis prennent le pouvoir, ses livres sont brûlés. En 1936, il publie son roman Die Brüder Wagemann. Il suscite des divergences au sein de la Chambre de la littérature du Reich : Kurt Metzner (de) s'oppose à Pohl tandis que Wilhelm Ihde (de) le soutient. En 1939, finalement la Chambre ne le condamne pas.
L'écrivain est aussi le secrétaire de Gerhart Hauptmann. Il publie sous le pseudoyme de Silesius alter. Ses premiers livres après la Seconde Guerre mondiale sont publiés par la Deutsche Buch-Gemeinschaft.
En 1950, il devient membre de la Deutsche Akademie für Sprache und Dichtung.
Fluchtburg, roman à clef paru en 1955, se passe en Silésie. Il remporte le prix de littérature d'Allemagne de l'est. Pohl publie également ses souvenirs avec Gerhart Hauptmann.